# Heiner Dürr
Heiner Balthasar Dürr (* 29. Februar 1940; † 24. August 2010) war ein deutscher Geograph. Dürr stammt aus Hamburg. Er promovierte 1971 und lehrte von 1990 bis 2003 Wirtschaftsgeographie und Sozialgeographie am Geographischen Institut der Ruhr-Universität Bochum. Seine Hauptarbeitsgebiete waren Politische Geographie und insbesondere die Analyse räumlicher Disparitäten.
Seine letzte Ruhestätte fand Heiner Dürr auf dem Friedhof Ohlsdorf (Planquadrat M 18). 

## Schriften
- Boden- und Sozialgeographie der Gemeinden um Jesteburg, nördliche Lüneburger Heide. Hamburg: Institut für Geographie und Wirtschaftsgeographie der Universität Hamburg, 1971
- Räumliche Entwicklung und Regionalpolitik in Indonesien und Kalimantan Timur. 1978
- Für eine offene Geographie, gegen eine Geographie im Elfenbeinturm. Karlsruhe: Geographisches Institut der Universität Karlsruhe, 1979
- Erneuerung des Ruhrgebiets – regionales Erbe und Gestaltung für die Zukunft. Festschrift zum 49. Deutschen Geographentag, Bochum, 3.–9. Oktober 1993
- Eyal Weizmans Dekonstruktion der israelischen Besatzungsgeographie in Palästina. Rezension. In: raumnachrichten.de, 2011 (online)
- u. Harald Zepp: Geographie verstehen. Ein Lotsen- und Arbeitsbuch. Paderborn 2012